# Перов, Евгений Владимирович
Евгений Владимирович Перо́в (7 сентября 1919, Борисоглебск — 27 февраля 1992, Москва) — советский актёр театра и кино. Народный артист РСФСР (1970).

## Биография
Родился 7 сентября 1919 года в Борисоглебске (ныне Воронежская область). Сценическую деятельность начал в 1936 году в Псковском педагогическом театре, затем работал в Ленинградском областном театре.
По окончании в 1938 году Ленинградского техникума работал в Ленинградском ТЮЗе, с 1939 года в Театре Черноморского флота.
Участник Великой Отечественной войны, в 1941—1945 годах вместе с театром работал на фронте, выступал во фронтовых частях при обороне Севастополя.
В 1946—1982 годах работал в Центральном детском театре. Первой его значительной ролью стал Павка Корчагин в спектакле «Как закалялась сталь», вышедшем в 1947 году.
С 1944 года снимался в кино. Создал огромное количество ярких образов (играл начальников, алкоголиков, людей из народа, отцов), но чаще всего роли были эпизодическими. Среди немногих главных ролей — граф Каменский в «Драме из старинной жизни», крёстный Ягодов в фильме «Смешные люди!» и глава большого сибирского рода Ерофей Соломин в «Сибириаде».
Умер 27 февраля 1992 года в Москве. Похоронен на Даниловском кладбище Москвы (участок № 8).

## Награды
- Заслуженный артист РСФСР (10.5.1962).
- Народный артист РСФСР (24.7.1970)
- орден Отечественной войны II степени (6.4.1985)[4]
- медаль «За боевые заслуги»[5] (05.11.1942)[6]
- медаль «За оборону Севастополя» (01.08.1943)[6]
- медаль «За оборону Кавказа» (?)[6]

## Творчество

### Роли в театре
1. 1946 — «Особое задание» С. В. Михалкова — Председатель колхоза, капитан Стрельцов
2. 1947 — «Как закалялась сталь» по Н. А. Островскому — Павка Корчагин
3. 1947 — «Дорогие мои мальчишки» Л. А. Кассиля — Арсений Петрович Гай
4. 1948 — «Снежок» В. А. Любимовой — Томсон
5. 1948 — «Снежная королева» Е. Л. Шварца — Сказочник
6. 1949 — «Где-то в Сибири» И. Ирошниковой — Красовский
7. 1949 — «Тайна вечной ночи» И. В. Луковского — Профессор Лаврентьев
8. 1949 — «Дубровский» В. А. Гроссмана по повести А. С. Пушкина — Дубровский Андрей Гаврилович
9. 1949 — «Зеленый сундучок» И. Д. Василенко — Каншобин
10. 1949 — «Недоросль» Д. И. Фонвизина — Правдин
11. 1950 — «Настоящий друг» В. А. Любимовой — Директор школы
12. 1950 — «Романтики» Э. Ростана — Замойский
13. 1951 — «Володя Дубинин» Л. А. Кассиля и М. Л. Поляновского в инсценировке В. А. Гольдфельда — Зябрев
14. 1951 — «Я хочу домой» С. В. Михалкова — Пескаев
15. 1952 — «Мертвые души» по Н. В. Гоголю — Ведущий, с 1953 года — Чичиков
16. 1952 — «Два друга» Н. Н. Носова по мотивам повести «Витя Малеев в школе и дома» — Григорий Иванович Малеев
17. 1953 — «Гельголанд зовет» А. И. Кузнецова — Эрнст
18. 1953 — «На широкую воду» Н. Реут, М. Скрябина — Мишкин
19. 1954 — «Как закалялась сталь» по Н. А. Островскому — Фёдор Жухрай
20. 1954 — «Страница жизни» В. С. Розова — Николай Алексеевич
21. 1955 — «Отрочество» С. М. Георгиевской— Алексей Львович, классный руководитель
22. 1955 — «Приключения Чиполлино» по Дж. Родари — Принц Лимон
23. 1955 — «Мы втроем поехали на целину» Н. Ф. Погодина — Неизвестный
24. 1955 — «Два капитана» по В. А. Каверину
25. 1956 — «Сказка о сказках» — Ведущий
26. 1956 — «Судьба барабанщика» по А. П. Гайдару — Щербачев
27. 1956 — «Дочка» — Полуэктов
28. 1956 — «Оливер Твист» по Ч. Диккенсу — Мистер Браунлоу
29. 1957 — «Борис Годунов» А. С. Пушкина — Пимен
30. 1957 — «Сказка» М. А. Светлова — Иван Анисимович
31. 1957 — «В поисках радости» В. С. Розова — Лапшин
32. 1958 — «Ноль по поведению» Стоянеску — Зуреску
33. 1959 — «На улице Уитмена» Мэксин Вуд[англ.] — Греми
34. 1959 — «Вольные мастера» Зори Дановской — Маков, завхоз
35. 1959 — «Золотой ключик» А. Н. Толстого — Карабас Барабас
36. 1960 — «Неравный бой» В. С. Розова — Григорий Степанович Галкин
37. 1960 — «Бывшие мальчики» Н. А. Ивантер — Вадим Николаевич
38. 1961 — «Время любить» Б. С. Ласкина — Колесников
39. 1961 — «Рамаяна» Н. Гусевой — Джанаха
40. 1961 — «Золотое сердце» В. Н. Коростылёва — Генерал Минерал
41. 1962 — «Цветик-семицветик» В. П. Катаева — Говорящая собака
42. 1962 — «Перед ужином» В. С. Розова — Илларион Николаевич
43. 1963 — «Забытый блиндаж» С. В. Михалкова — Шарыкин, директор завода
44. 1963 — «Женитьба» Н. В. Гоголя — Подколесин
45. 1964 — «Чудеса в полдень» Г. С. Мамлина — Красавин, дядя
46. 1964 — Недоросль Д. И. Фонвизина — Стародум
47. 1965 — «Король Матиуш Первый» Я. Корчака — Премьер—министр
48. 1965 — «Сказки» С. Я. Маршака — Волк
49. 1965 — «Начало пути» Б. А. Лавренёва — Хардин
50. 1966 — «Хижина дяди Тома» А. Я. Бруштейн по роману Г. БичерСтоу — Том
51. 1966 — «Доходное место» А. Н. Островского — Юсов
52. 1967 — «Традиционный сбор» В. С. Розова — Головченко
53. 1967 — «Любовь Яровая» К. А. Тренева — Максим Горностаев, профессор
54. 1968 — «Сказки» С. Я. Маршака — Медведь
55. 1968 — «Карусель» С. Я. Маршака — Балаганщик, Директор, Фокусник
56. 1969 — «Веселое сновидение» С. В. Михалкова — Доктор, Шахматный офицер
57. 1969 — «Санька» — Иван Васильевич Кожин
58. 1970 — «Московские каникулы» А. Кузнецова — Борис Павлов
59. 1972 — «Сказка о четырёх близнецах» Панчо Панчева — Дядя Петр
60. 1972 — «Двенадцатая ночь» Шекспира — Сэр Тоби Белч
61. 1975 — «Враги» М. Горького — Конь, отставной солдат
62. 1976 — «Коньки» по стихам С. В. Михалкова — Бирюков, музыкант
63. 1981 — «Прости меня» В. П. Астафьева — Полковник

### Роли в кино
1. 1944 — Малахов курган — моряк
2. 1960 — Шумный день — Иван Лапшин
3. 1964 — До свидания, мальчики! — Пётр Андреевич, отец Вити
4. 1964 — Мать и мачеха — Евсей Карпович, агрохимик
5. 1964 — Палата — Прохоров
6. 1965 — Похождения зубного врача — Яков Васильевич Рубахин
7. 1967 — Осенние свадьбы — председатель
8. 1968 — Золотой телёнок — Полыхаев
9. 1970 — Карлик Нос — Герцог[7]
10. 1971 — Драма из старинной жизни — граф Каменский
11. 1971 — Старики-разбойники — сослуживец Воробьёва, директор треста
12. 1972 — Нервы… Нервы… — Иван Васильевич
13. 1972 — Точка, точка, запятая… — Иван Фёдорович Приходько, учитель физики
14. 1972 — Человек на своём месте — Белохвостов, председатель соседнего колхоза
15. 1972 — Перевод с английского — Пётр Коробов, папа Андрея Коробова
16. 1973 — Горя бояться — счастья не видать — мельник Антон Андроныч, дядя Насти
17. 1973 — Семнадцать мгновений весны — хозяин кабачка «У грубого Готтлиба»
18. 1976 — Сто грамм для храбрости — Витёк, собутыльник Никитина
19. 1976 — Двенадцать стульев — аукционист
20. 1977 — Смешные люди! — Эраст Иванович Ягодов, крёстный Макарушки
21. 1978 — Приехали на конкурс повара — Василий Васильевич, председатель жюри
22. 1978 — Сибириада — Ерофей Соломин
23. 1978 — Срочный вызов — Запольский
24. 1982 — Инспектор ГАИ — Науменков